# Claire Pontlevoy
Claire Pontelvoy est une gymnaste artistique française née le 17 novembre 2003 à Kourou, en Guyane.

## Carrière
Elle est pensionnaire du club d'Avoine-Beaumont gymnastique. Lors des championnats de France 2018 à Caen, elle finit 3e de la finale des barres asymétriques. Elle finit 3e des championnats de France élites 2019 au concours général. En 2019, elle termine 2e du top 12 avec son club Avoine-Beaumont gymnastique. Elle participe aux championnats du monde de Stuttgart en 2019, finissant 5e avec son équipe lors de la finale.
Elle se blesse début 2020, victime d'une rupture antérieure des ligaments croisés à la suite d'une mauvaise réception au sol, la privant d'une éventuelle participation aux Jeux olympiques d'été de 2020.